# Estádio Anísio Haddad
Das Estádio Anísio Haddad ist ein Fußballstadion in der brasilianischen Stadt São José do Rio Preto im Bundesstaat São Paulo. Seine volkstümliche Bezeichnung ist Rio Pretão, portugiesisch für „großer schwarzer Fluss“. Es ist die Heimspielstätte des Rio Preto Esporte Clube.

## Geschichte
Im Jahr 1965 verkaufte der Rio Preto EC seine ursprüngliche Heimat, das Estádio Coronel Victor Brito Bastos im Stadtteil Redentora, und erwarb ein freies Grundstück im südlich angrenzenden Stadtteil Universitária, heute Jardim Aclimação, für einen Stadionneubau. Benannt wurde dieser nach dem ehemaligen Vereinspräsidenten Anísio Haddad. Am 21. April 1968 wurde das neue Stadion mit einem Testspiel gegen die AA Ponte Preta eingeweiht, dass mit 1:4 verloren wurde. Das erste Tor erzielte Dicá (Ponte Preta) in der 15. Spielminute. Den ersten Treffer für Rio Preto markierte Nei in der 60. Spielminute nach einem Freistoß.